# Maňáskové divadlo

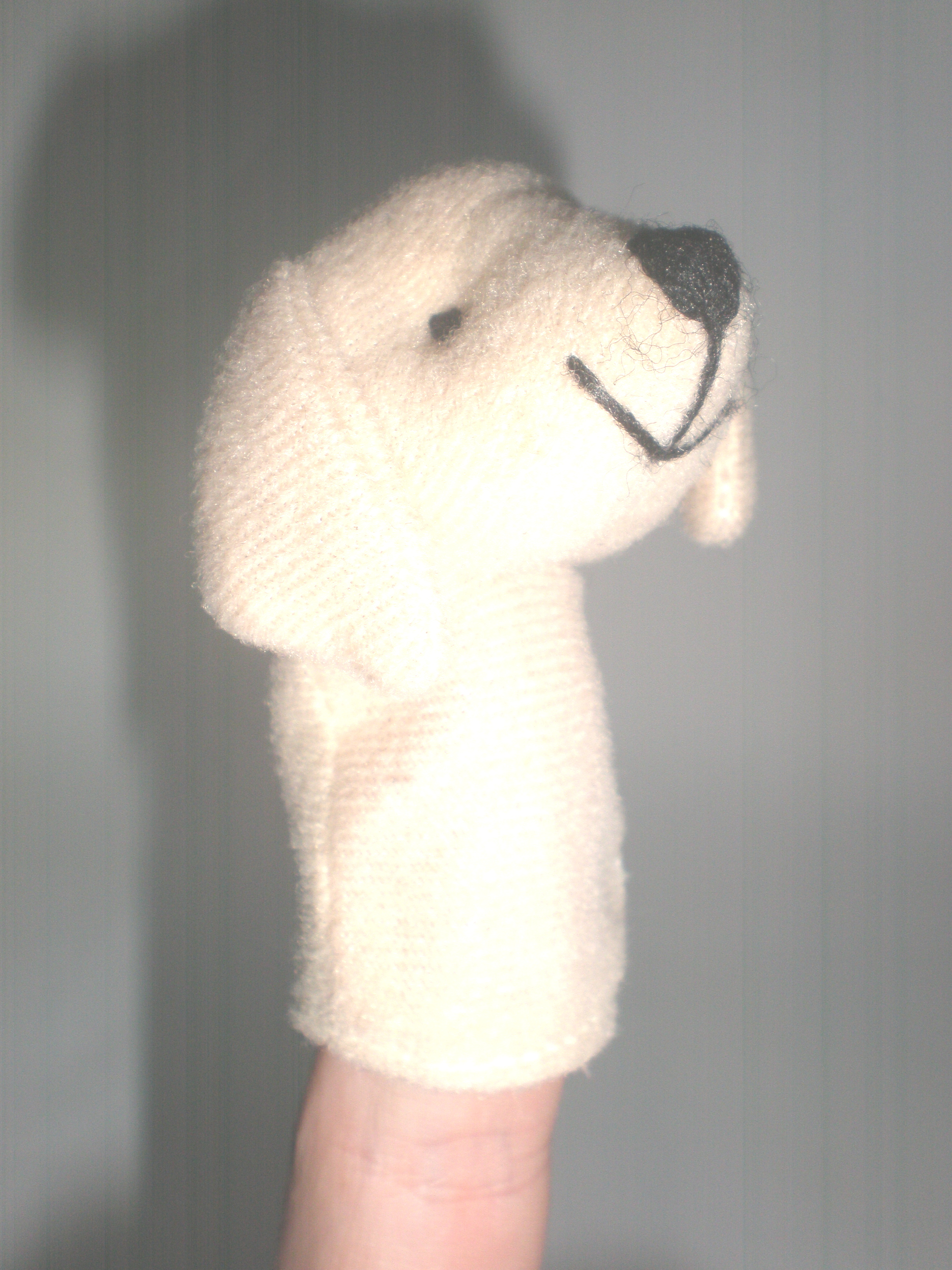
Maňásek

Maňáskové divadlo je specifická odnož loutkového divadla. Veškeré postavy (maňásky) zde ztvárňují návleky na prstech ruky či na celou ruku, které uvádějí do pohybu lidé (tzv. vodiči). Historie toho druhu divadelního projevu je nejasná, ale nejspíše koření již v dobách dávných, kde se tímto způsobem bavily děti vládců.